# Ludovico di Savoia
Ludovico di Savoia, o Lodovico, detto il Generoso (Ginevra, 21 febbraio 1413 – Lione, 29 gennaio 1465), è stato il secondo Duca di Savoia dal 1440 al 1465, il secondo Principe di Piemonte ed inoltre conte d'Aosta, Moriana e Nizza.

## Biografia

### Infanzia
Era figlio di Amedeo VIII di Savoia (conosciuto anche come Antipapa Felice V) e di Maria di Borgogna e fu il terzo a detenere il titolo di Principe di Piemonte.

### Ascesa
Ludovico esercitò il potere sul ducato dal 1434 quando il padre si ritirò a vita monastica presso il castello di Ripaille ma salì al trono divenendo il secondo duca di Savoia solo nel 1440 quando il genitore abdicò ufficialmente in seguito alla sua elezione ad antipapa.

### Matrimonio
Nel 1434 Ludovico aveva sposato Anna di Cipro, figlia di Giano di Lusignano, re di Cipro nonché re nominale Gerusalemme e Armenia. La moglie ebbe forte influenza sulla sua politica.

### Regno
La docilità di Lodovico non fece risplendere le sue virtù militari e i Sabaudi ebbero la peggio nella tentata conquista del ducato di Milano, cercando di sottrarlo al conquistatore Francesco Sforza, che se n'era impadronito a spese dell'effimera Repubblica Ambrosiana, dopo la morte di Filippo Maria Visconti, privo di successori. Tuttavia, dopo aver concluso un trattato con il duca milanese il 27 dicembre 1450, Ludovico entrò, il 16 aprile 1451, in una lega formata dalla Repubblica di Venezia, Alfonso V d'Aragona, Re di Napoli, e Giovanni V, marchese del Monferrato. Questa lega si trovò però di fronte l'alleanza dello Sforza con il regno di Francia, la città di Firenze e la Repubblica di Genova. Le speranze di Ludovico di conquistare almeno la città di Novara andarono perdute allorché, il 9 aprile 1454 Francesco Sforza concluse a Lodi la pace con la Repubblica di Venezia, che abbandonò così la lega, seguita da Alfonso V d'Aragona.
Intanto Ludovico aveva dato asilo al Delfino di Francia, il futuro re Luigi XI, che si trovava in violento contrasto con il padre Carlo VII e che si era rifugiato temporaneamente nel ducato di Savoia e che aveva sposato il 14 novembre 1451 la figlia di Ludovico, Carlotta di Savoia. La situazione in cui si stava trovando il ducato, e le sue finanze, dopo il cattivo esito dei tentativi di espansione in Lombardia, costrinse Ludovico a venire a patti con Carlo VII, siglando, il 27 ottobre 1452, un trattato di pace nel castello di Cleppié, in quel di Feurs, che segnava il consenso del re francese alle nozze del figlio con Carlotta, ma che imponeva a Ludovico alcune umilianti condizioni, quali quella di accogliere senza sanzioni gli esuli sabaudi che erano fuggiti a Milano ed in Francia, dopo aver tramato contro di lui, e di far garantire il rispetto di questi patti ad un gruppo di duecento nobili savoiardi.

### Morte
Morì a Lione nel 1465, ritornando dalla Francia, e fu sepolto nella Chiesa di San Francesco a Ginevra vicino alla moglie, già defunta l'11 dicembre 1462.

## Il miracolo eucaristico
Fu sotto il regno di Lodovico di Savoia che, nel 1453 in Torino, avvenne un prodigioso fenomeno eucaristico noto come il miracolo di Torino.

## De Summa Lacticinorum
Ludovico di Savoia fu un grande estimatore e consumatore di formaggi tanto che il medico ed accademico, suo cortigiano, Pantaleone da Confienza, pensò di redigere, come omaggio al suo signore, un testo interamente dedicato ai latticini, il De Summa Lacticinorum.

## Discendenza
Dal matrimonio nel 1434 con Anna di Cipro (1419 – 1462), Ludovico ebbe diciassette figli, dieci maschi e sette femmine:
- Amedeo IX (1435 – 1472), suo successore;
- Maria (1436 – 1437);
- Luigi di Savoia (1437 – 1482), conte di Ginevra, che sposò prima Annabella Stuart e successivamente Carlotta di Lusignano, divenendo re di Cipro;
- Margherita (1439 – 1485), sposò:
  - nel 1458 a Giovanni IV (1413 – 1464): marchese del Monferrato.
  - nel 1466 a Pietro II di Lussemburgo-Saint-Pol (1435 – 1482), conte di Saint-Pol;
- Giano di Savoia (1440 – 1491): conte di Ginevra, conte di Faucigny, governatore di Nizza, che sposò in prime nozze Elena di Lussemburgo e successivamente Maddalena di Bretagna;
- Carlotta (1441 – 1483): che sposò nel 1451 Luigi XI di Francia (1432 – 1483);
- Aimone (1442 – 1443);
- Filippo II (1443 – 1497), detto Senzaterra, successore del fratello Amedeo; fu il capostipite della cosiddetta Branca di Bresse o Ramo della Bressa;
- Giacomo (1444 – 1445);
- Agnese (1445 – 1491), che sposò Francesco d'Orléans-Longueville, conte di Dunois;
- Pietro (1446 – ?);
- Giovanni Luigi (1447 – 1482), vescovo di Ginevra, poi arcivescovo di Tarantasia;
- Maria di Savoia (1448 - 1475), che sposò Luigi di Lussemburgo-Saint-Pol (1418 – 1475), conte di Saint-Pol e di Ligny;
- Bona (1449 – 1503), che sposò Galeazzo Maria Sforza (1444 – 1476), duca di Milano;
- Giacomo di Savoia (1450 – 1486), conte di Romont, signore di Vaud, sposo di Maria di Lussemburgo;
- Anna (1452 – 1452);
- Francesco (1454 – 1490), arcivescovo di Auch e vescovo di Ginevra.

## Ascendenza
|                              |                        |                                             | Genitori                  |  |  | Nonni |  |  | Bisnonni            |  |  | Trisnonni        |  |
|                              |                        |                                             |                           |  |  |       |  |  | Amedeo VI di Savoia |  |  | Aimone di Savoia |  |
|                              |                        |                                             |                           |  |  |       |  |  | Amedeo VI di Savoia |  |  | Aimone di Savoia |  |
|                              |                        | Violante Paleologa                          |                           |  |  |       |  |  | Amedeo VI di Savoia |  |  |                  |  |
| Amedeo VII di Savoia         |                        |                                             |                           |  |  |       |  |  | Amedeo VI di Savoia |  |  |                  |  |
|                              |                        | Bona di Borbone                             | Pietro I di Borbone       |  |  |       |  |  |                     |  |  |                  |  |
|                              |                        | Bona di Borbone                             | Pietro I di Borbone       |  |  |       |  |  |                     |  |  |                  |  |
|                              |                        | Bona di Borbone                             | Isabella di Valois        |  |  |       |  |  |                     |  |  |                  |  |
| Amedeo VIII di Savoia        |                        | Bona di Borbone                             |                           |  |  |       |  |  |                     |  |  |                  |  |
|                              |                        | Giovanni I di Berry                         | Giovanni II di Francia    |  |  |       |  |  |                     |  |  |                  |  |
|                              |                        | Giovanni I di Berry                         | Giovanni II di Francia    |  |  |       |  |  |                     |  |  |                  |  |
|                              |                        | Giovanni I di Berry                         | Bona di Lussemburgo       |  |  |       |  |  |                     |  |  |                  |  |
| Bona di Berry                |                        | Giovanni I di Berry                         |                           |  |  |       |  |  |                     |  |  |                  |  |
|                              |                        | Giovanna d'Armagnac                         | Giovanni I d'Armagnac     |  |  |       |  |  |                     |  |  |                  |  |
|                              |                        | Giovanna d'Armagnac                         | Giovanni I d'Armagnac     |  |  |       |  |  |                     |  |  |                  |  |
|                              |                        | Giovanna d'Armagnac                         | Beatrice di Borbone       |  |  |       |  |  |                     |  |  |                  |  |
| Ludovico I di Savoia         |                        | Giovanna d'Armagnac                         |                           |  |  |       |  |  |                     |  |  |                  |  |
|                              | Giovanni II di Francia | Filippo VI di Francia                       |                           |  |  |       |  |  |                     |  |  |                  |  |
|                              | Giovanni II di Francia | Filippo VI di Francia                       |                           |  |  |       |  |  |                     |  |  |                  |  |
|                              | Giovanni II di Francia | Giovanna di Borgogna                        |                           |  |  |       |  |  |                     |  |  |                  |  |
| Filippo II di Borgogna       | Giovanni II di Francia |                                             |                           |  |  |       |  |  |                     |  |  |                  |  |
|                              |                        | Bona di Lussemburgo                         | Giovanni I di Lussemburgo |  |  |       |  |  |                     |  |  |                  |  |
|                              |                        | Bona di Lussemburgo                         | Giovanni I di Lussemburgo |  |  |       |  |  |                     |  |  |                  |  |
|                              |                        | Bona di Lussemburgo                         | Elisabetta di Boemia      |  |  |       |  |  |                     |  |  |                  |  |
| Maria di Borgogna            |                        | Bona di Lussemburgo                         |                           |  |  |       |  |  |                     |  |  |                  |  |
|                              |                        | Luigi II di Fiandra                         | Luigi I di Crécy          |  |  |       |  |  |                     |  |  |                  |  |
|                              |                        | Luigi II di Fiandra                         | Luigi I di Crécy          |  |  |       |  |  |                     |  |  |                  |  |
|                              |                        | Luigi II di Fiandra                         | Margherita I di Borgogna  |  |  |       |  |  |                     |  |  |                  |  |
| Margherita III delle Fiandre |                        | Luigi II di Fiandra                         |                           |  |  |       |  |  |                     |  |  |                  |  |
|                              |                        | Margherita di Brabante, contessa di Fiandra | Giovanni III del Brabante |  |  |       |  |  |                     |  |  |                  |  |
|                              |                        | Margherita di Brabante, contessa di Fiandra | Giovanni III del Brabante |  |  |       |  |  |                     |  |  |                  |  |
|                              |                        | Margherita di Brabante, contessa di Fiandra | Maria d'Évreux            |  |  |       |  |  |                     |  |  |                  |  |
|                              |                        | Margherita di Brabante, contessa di Fiandra |                           |  |  |       |  |  |                     |  |  |                  |  |